# Geotrogus holoxanthus
Geotrogus holoxanthus är en skalbaggsart som beskrevs av Leon Fairmaire 1868. Geotrogus holoxanthus ingår i släktet Geotrogus och familjen Melolonthidae. Inga underarter finns listade i Catalogue of Life.